# Stilobezzia modesta
Stilobezzia modesta är en tvåvingeart som beskrevs av Lane 1947. Stilobezzia modesta ingår i släktet Stilobezzia och familjen svidknott. Inga underarter finns listade i Catalogue of Life.